# 錫沃倫 (新澤西州)
錫沃倫（英語：Sewaren）是位於美國新澤西州米德爾塞克斯縣的普查規定居民點。

## 人口
根據2020年美國人口普查的數據，錫沃倫的面積為4.30平方千米，當中陸地面積為3.16平方千米，而水域面積為1.13平方千米。當地共有人口2885人，而人口密度為每平方千米670.93人。